# Питкянен, Матти
Матти Питкянен (фин. Matti Pitkänen; 20 декабря 1951 года, Икаалинен) — финский лыжник, чемпион Олимпийских игр, призёр чемпионата мира. 

## Карьера
На Олимпийских играх 1976 года в Инсбруке, завоевал золотую медаль в эстафете, кроме того был 13-м в гонке на 30 км.
На Олимпийских играх 1980 года в Лейк-Плэсиде, завоевал бронзовую медаль в эстафете, а также занял 6-е место в гонке на 30 км и 11-е место в гонке на 50 км.
На чемпионате мира-1978 в Лахти завоевал серебро в эстафетной гонке.